# A kéjenc útja
A kéjenc útja vagy A léhaság útja (The Rake's Progress) Igor Sztravinszkij háromfelvonásos operája epilógussal, az opera szövegkönyvét Wystan Hugh Auden és Chester Simon Kallman írta William Hogarth 1733–1735 között készült Az aranyifjú útja sorozat, olajfestmény és rézmetszet alapján. Ősbemutatójára 1951. szeptember 11-én a Velencei Teatro La Fenicében került sor.

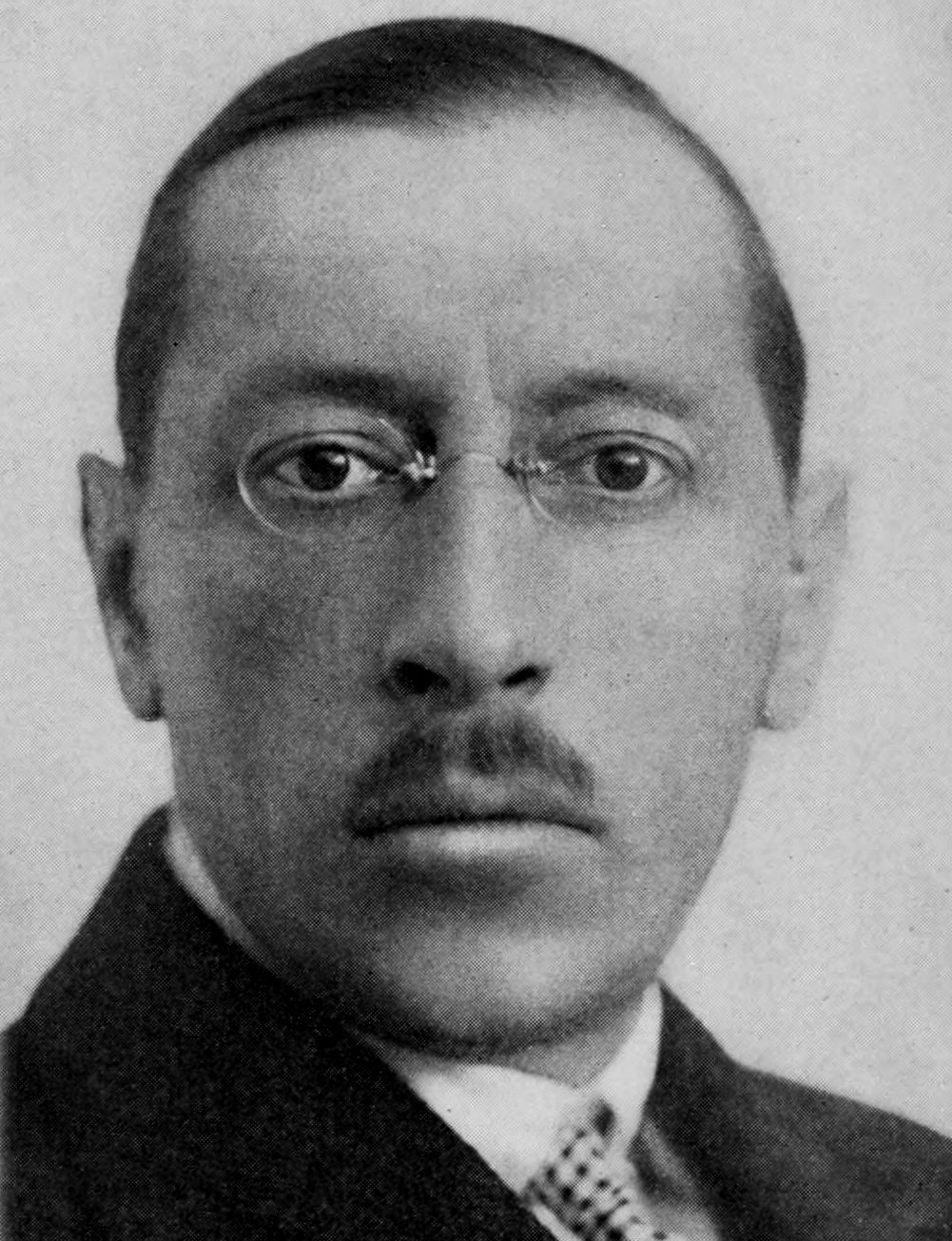
Igor Sztravinszkij (Robert Regassi képe)

## Keletkezésének története
A 66 éves Sztravinszkij 1947-ben, egy chicagói kiállításon ismerte meg William Hogarth angol festő és grafikus (1697–1764) metszetsorozatát, mely egy névelő híján a későbbi operáéval azonos címet viselt: A Rake’s Progress. Ez adta az ötletet a műhöz (Sztravinszkij egy nyilatkozatában „háromfelvonásos tanmesének” nevezi), melynek librettistájául, a zeneszerző – hollywoodi szomszédja és barátja, Aldous Huxley tanácsára – Wystan Hugh Auden angol költőt (1907–1973) választotta. Auden és Chester Kallman (amerikai költő, szövegkönyvíró és fordító, egy ideig Auden élettársa, 1921–1975) szövegére a zeneszerző három éven át írta a művet, melynek bemutatója 1951 szeptemberében nevezetes helyen zajlott le: Velencében, a Teatro La Fenice színpadán. Ez a körülmény, no meg hogy az ősbemutató szereplőgárdájában a szoprán főszereplő, Anne Trulove szerepében (a modern zenét egyébként utáló) Elisabeth Schwarzkopf lépett fel, jelzi, hogy a The Rake’s Progress ínyenceknek szánt alkotás, zenetörténeti delicatesse.
Az amerikai premier 1953. február 14-én volt a New York-i Metropolitan Operaházban, Reiner Frigyes vezényletével és George Balanchine producerrel.
Magyarországon először 1980-ban az Erkel Színházban adták elő Mikó András rendezésében.

## Szereplők
| Szerep                       | Hangnem      |
| ---------------------------- | ------------ |
| Tom Rakewell, kéjenc         | tenor        |
| Anne Trulove, a jegyese      | szoprán      |
| Nick Shadow, ördögi szolga   | basszbariton |
| Török Baba, szakállas hölgy  | mezzoszoprán |
| Trulove atya, Anne apja      | basszus      |
| Sellem, árverésvezető        | tenor        |
| Libamama                     | kontraalt    |
| Az elmegyógyintézet vezetője | basszus      |

## Az opera cselekménye

### Első felvonás
Trulove kertje

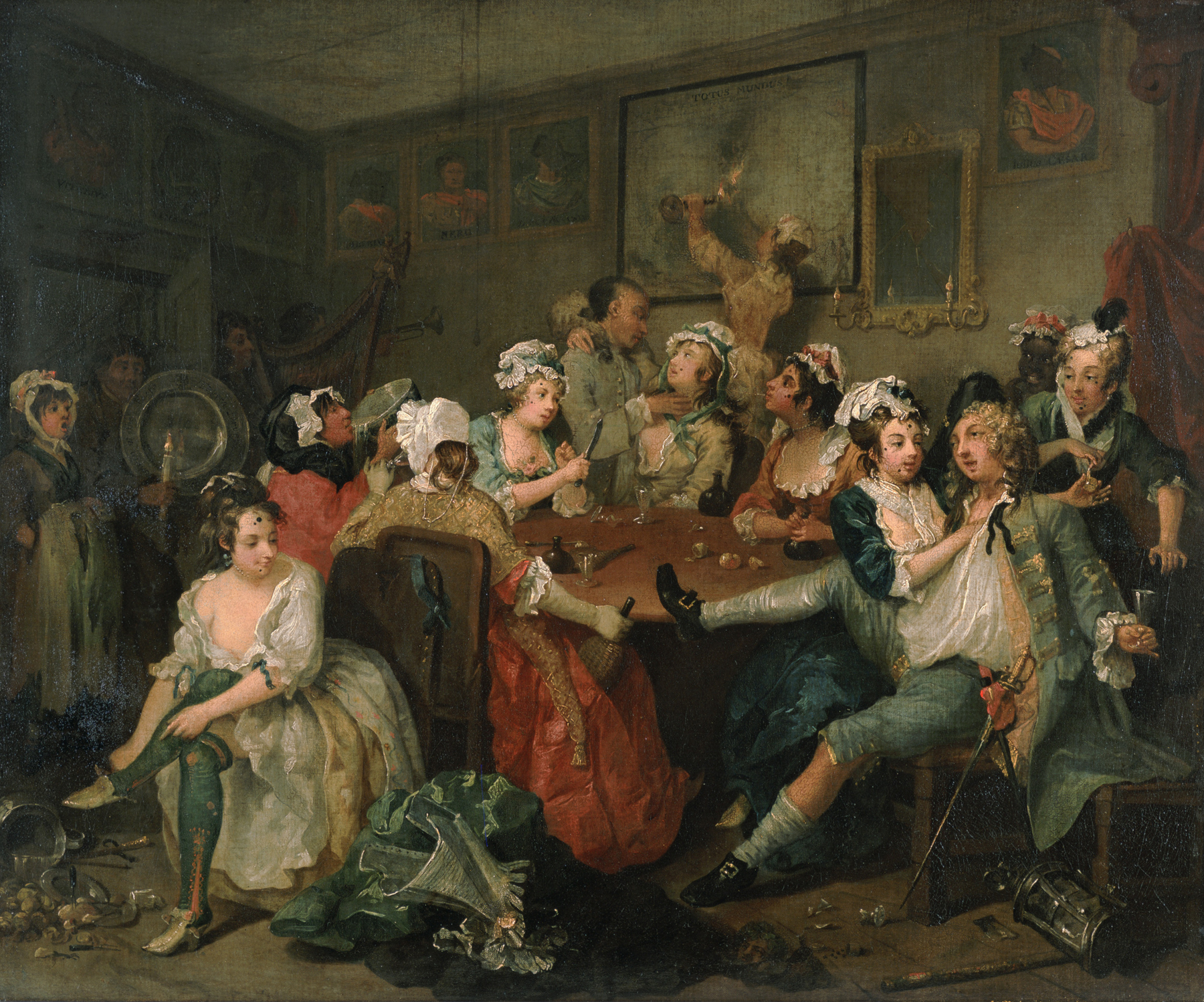
Taverna jelenet (William Hogarth festménye)

Tom Rakewell Anne Trulove-nak udvarol az apja háza előtt, vidéken. Trulove atyának kétségei vannak lánya tervezett házasságát illetően, és megpróbál rendes munkát beszerezni Tomnak; de Tom ellenáll az ötletnek, és magára hagyva kijelenti azon szándékát, hogy "az eszem szerint él, és a szerencsémben bízik". Amikor Tom kifejezi pénzvágyát, megjelenik Nick Shadow, és elmondja neki, hogy egy ismeretlen nagybátyja jelentős vagyont hagyott rá. Ez után felkéri Tomot, hogy alkalmazza szolgának, és kísérje el Londonba, hogy rendezze az örökséget.
Libamama bordélyháza
Shadow bemutatja új mesterét a londoni élet nyűgös aspektusaiban. Tom azonban nyugtalanul érzi magát, és panaszkodik szerelmi árulása miatt, mégis elfogadja Lúdanyó meghívását, hogy töltse vele az éjszakát. Eközben Anne vidéken azon töpreng, miért nem hallott Tomról. Valahogy tudja, hogy veszélyben van, és elindul Londonba, hogy segítsen neki.

### Második felvonás
Tom nappalija
Tom unja szétzilált életét. Kimondja második döntő kívánságát, a boldogságot, mire Nick azt a furcsa javaslatot teszi, hogy azzal demonstrálja szabadságát, hogy feleségül veszi Török Babát, a híres szakállas hölgyet. Nem sokkal ezután Anne rátalál Tom londoni házára, de meglátja, ahogy felemelkedik egy szeánszékből, amelyben Baba is van, akit éppen feleségül vett. Tom azt mondja Anne-nek, hogy menjen el, de őszintén megbánja a történteket.
Tom egyértelműen elviselhetetlennek tartja különc házasságát, Baba ugyanis egy tüzes kedélyű fecsegő. Parókáját az arcára vetve elhallgattatja, majd elalszik. Nick belép egy "fantasztikus barokk géppel", és bemutatja, hogy a gép egy rejtett rekeszének használatával hogyan változtatja a köveket kenyérré. Tom álmában felkiált, hogy bárcsak igaz lenne, és felébredve megtalálja a gépet, amiről álmodott. Nick arra utal, hogy ha az ilyen gépeket tömeggyártásban gyártanák, Tom az emberiség megmentőjévé válhatna, és Tom piacra dobja a gépet, nem tudván, hogy színlelt.

### Harmadik felvonás és Epilógus
Tom porlepte nappalija

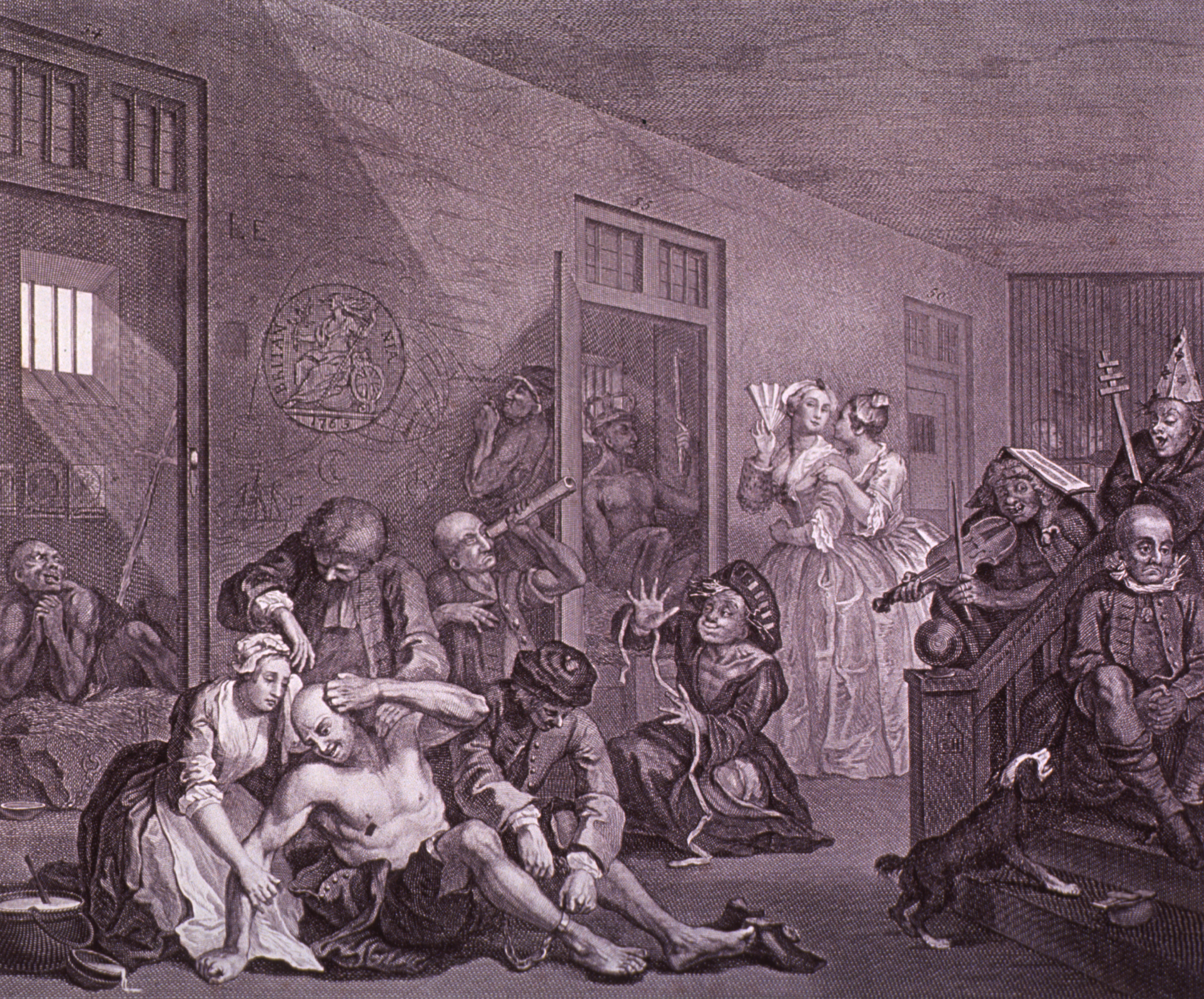
Jelenet Bedlamban

A terv kudarcot vallott – a cselekmény azzal kezdődik, hogy a mániákus aukcióvezető Sellem elárverezi Tom tönkrement ingatlanát. Az eladó tárgyak között van Baba, aki mozdulatlan maradt, mióta a paróka elhallgattatta. Amikor kicsomagolják, újra elkezdi a dührohamot, amelyet most az aukción résztvevőkre irányítanak, mert megzavarták a holmiját, de megnyugszik, amikor Anne belép. Baba azt tanácsolja neki, hogy keresse meg Tomot, és állítsa helyre, és óvja Nick Shadowtól. Bejelenti, hogy a színpadon szeretne visszatérni az életébe.
Temető
Egy temetőben Nick felfedi kilétét, és fizetést követel Tomtól, a lelke formájában; de ahogy eljön az éjfél, Nick kártyajáték formájában menekülést ajánl neki; ezt a szakaszt csak csembaló kíséri. Tom nyer, Anne jóindulatú befolyásának köszönhetően.
Bedlam, a tébolyda
A legyőzött Nick a földbe süllyed, és őrületre ítéli Tomot menet közben. Bedlamba küldve Tom azt hiszi, ő Adonisz. Anne ("Vénusz") meglátogatja, elénekli, hogy aludjon, majd csendben elhagyja. Amikor rájön, hogy elment, meghal.
Az epilógusban a főszereplők mindegyike az opera jeleneteiből merített morált, majd összeáll, hogy végső közös erkölcsöt tulajdonítson, „a tétlen kezek, szívek és elmék számára az Ördög talál munkát”.